# Michel II Courcouas
Michel II Courcouas ou Oxeitès (en grec : Μιχαήλ Β Κουρκούας) est patriarche de Constantinople de juillet 1143 à mars 1146.

## Biographie
Lorsque, au début de 1143, l'empereur Jean II Comnène et le patriarche Léon meurent à  quelques mois d'intervalle, l'Église orthodoxe est entrée dans une période de grande turbulence.
Peu de temps après avoir pris le pouvoir, Manuel Ier Comnène fait nommer patriarche Michel Courcouas, un moine du monastère de l'île d'Oxeia. Manuel Ier est couronné par le nouveau patriarche le mois suivant son entrée de la capitale.
Après avoir pris ses fonctions, Michel II participe activement à la persécution religieuse des bogomiles. Au début de son patriarcat, un concile se réunit à Constantinople le 20 août 1143. Les évêques de Sasina et de Blabissa en Cappadoce sont reconnus coupable de bogomilisme. Ils sont déposés et condamnés à être relégués dans des monastères. La même année, le 1er octobre 1143, le moine Niphon est reclus lui aussi dans un monastère en attendant de plus amples informations sur ses doctrines. Au synode du 22 février 1144, il est à son tour condamné comme bogomile et enfermé au monastère de Periblepton. Le synode autorise également la condamnation à être brûlé vif pour les bogomiles sans l’autorisation préalable du bras séculier.
Trois ans plus tard, en mars 1146, Michel II démissionne de déception.